# Ermita del Cristo de la Misericordia (Fuente Obejuna)
La ermita del Cristo de la Misericordia, conocida también como ermita de la Caridad, es un edificio religioso del municipio de Fuente Obejuna, en la provincia de Córdoba (España).
Está situada muy cerca de la ermita de Jesús Nazareno.

## Historia
La ermita estuvo dedicada antiguamente a Nuestra Señora del Amparo, y el cronista Caballero Villamediana consignó que, al menos en el siglo XVIII, disponía de dos enfermerías amplias destinadas a cuidar a los pobres y enfermos de ambos sexos que se financiaban con las rentas generadas por una obra pía creada a tal efecto y administrada por un sacerdote secular que era al mismo tiempo el capellán del sanatorio. Y Rivera Mateos añadió que la práctica de las obras benéfico-sociales desarrolladas por esta obra pía y por la Hermandad de la Caridad posiblemente se remonte a los últimos años de la Edad Media, que fue cuando la práctica de la caridad pública adquirió un vigor especial.
A principios del siglo XX la mayor parte del edificio se hallaba en estado de ruina, y así continuo hasta la década de 1980, en que fue restaurado y adaptado para la creación de una biblioteca municipal.

## Descripción

### Exterior
En el lado de la Epístola, que es el único visible del templo, hay cinco gruesos contrafuertes que son innecesarios para la bóveda de yeso, o de madera si es que la tuvo, y que inducen a pensar en los primitivos arcos transversales tan frecuentemente empleados en las iglesias de la Sierra cordobesa.
La puerta principal de la ermita se halla en un cuerpo saliente del lado de la Epístola que está coronado por molduras y flanqueado por unas sencillas pilastras, y consiste en un arco ligeramente apuntado y trasdosado por molduras. Sobre la puerta hay un nicho vacío y sobre este se halla una espadaña de pequeñas dimensiones.
En el muro de la cabecera del templo se halla una pequeña portada de ladrillo abocinada de estilo románico y vinculada, según algunos autores, con las típicas puertas abocinadas cordobesas, aunque en 1986 se hallaba en pésimo estado de conservación.

### Interior

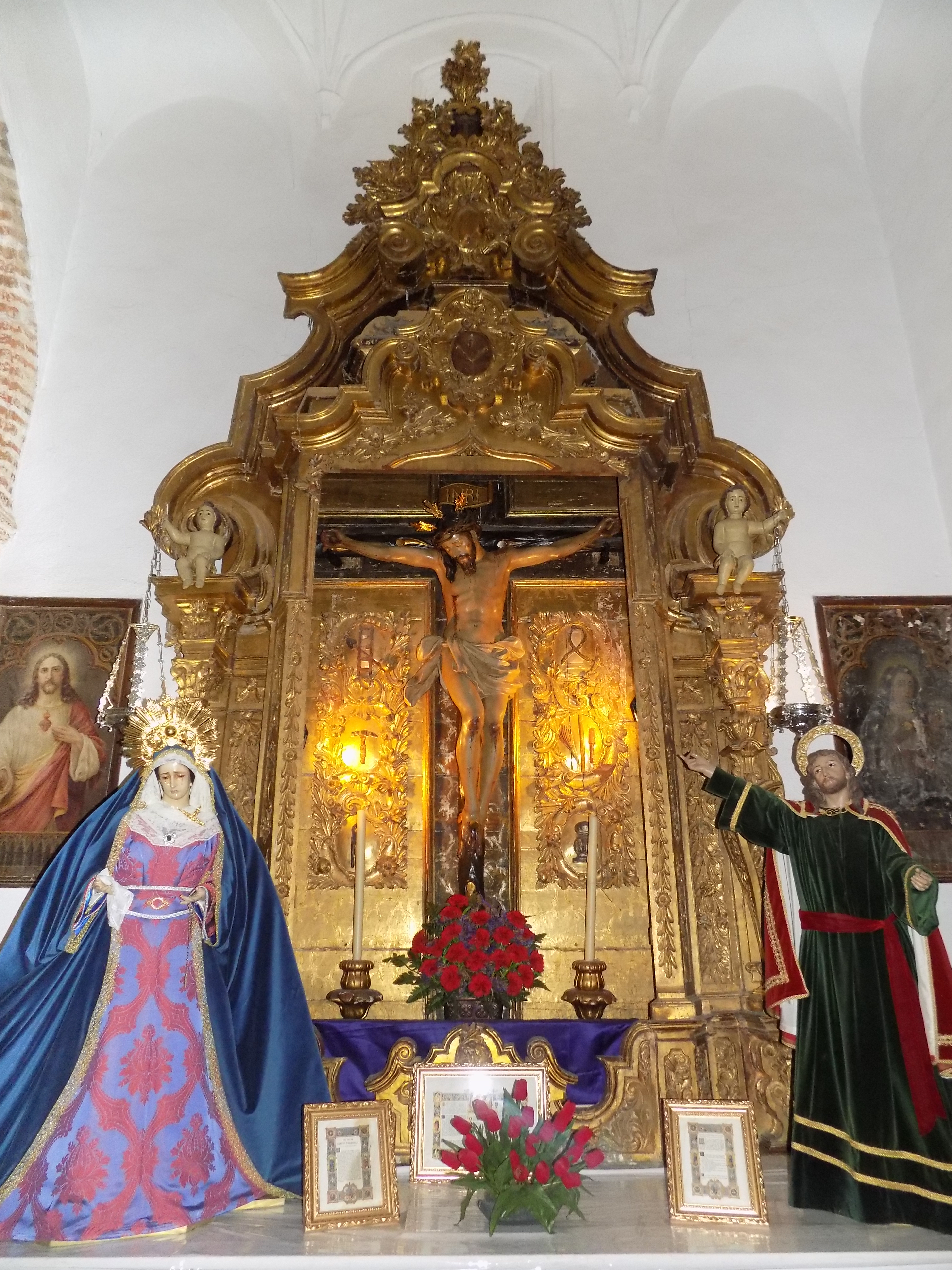
Retablo mayor de la ermita con la imagen, en el centro, del Cristo de la Misericordia.

La ermita cuenta con una única nave, y en su construcción se advierten dos periodos claramente diferenciados, de los que uno es la capilla mayor y el otro el resto del templo.
La capilla mayor fue construida seguramente a finales del siglo XV o principios del siglo XVI. La planta de la capilla mayor es cuadrada, y tanto el arco toral como los dos arcos ciegos que tiene en los laterales, y que son de distinta altura, son de estilo gótico al igual que sus molduras. La capilla mayor está cubierta por una pequeña cúpula mudéjar de forma estrellada que «arranca de un octógono formado por trompas en los ángulos», según la descripción que proporcionaron los autores del Catálogo artístico y monumental de la provincia de Córdoba. Y conviene señalar que la cúpula está compuesta por molduras delgadas con falsos nervios.
Se desconoce si los muros del resto del templo son los primitivos o si fueron revestidos durante la reforma llevada a cabo en la ermita en el siglo XVIII. Durante dicha reforma toda la nave fue cubierta con una bóveda de yeso, dividida en seis tramos, con lunetos y arcos fajones que parten de ménsulas con molduras y que finaliza en su parte superior con el arco toral.
Tanto el retablo como la imagen del Cristo de la Misericordia, que da nombre a la ermita, son de madera tallada y policromada y de la segunda mitad del siglo XVIII. El retablo está formado por un solo cuerpo con remate, y la imagen del Cristo crucificado es de tamaño natural y fue restaurada en la década de 1980 en el taller cordobés de Miguel Arjona.
En el interior también se hallan dos parejas de lienzos mal conservados del siglo XVIII que representan, respectivamente, a Santa Isabel de Hungría y a San Miguel y San Fernando, siendo las dimensiones de este último de 167 por 94 centímetros.